# Finale UEFA Champions League 2023
De UEFA Champions Leaguefinale van het seizoen 2022/23 was de 68ste eindstrijd van het primaire toernooi van het Europees clubvoetbal en de 31ste sinds de naamsverandering. De voetbalwedstrijd werd op zaterdag 10 juni 2023 gespeeld tussen het Engelse Manchester City en het Italiaanse Internazionale in het Atatürk Olympisch Stadion te Istanbul met Szymon Marciniak als scheidsrechter. Manchester City won met 1–0 door een doelpunt van Rodri, kroonde zich voor het eerst tot Europees kampioen en won de treble. Het nam de titel over van Real Madrid en kwalificeerde zich voor de groepsfase van de UEFA Champions League 2023/24, het WK voor clubs 2023 en de UEFA Super Cup 2023.

## Organisatie

### Stadion

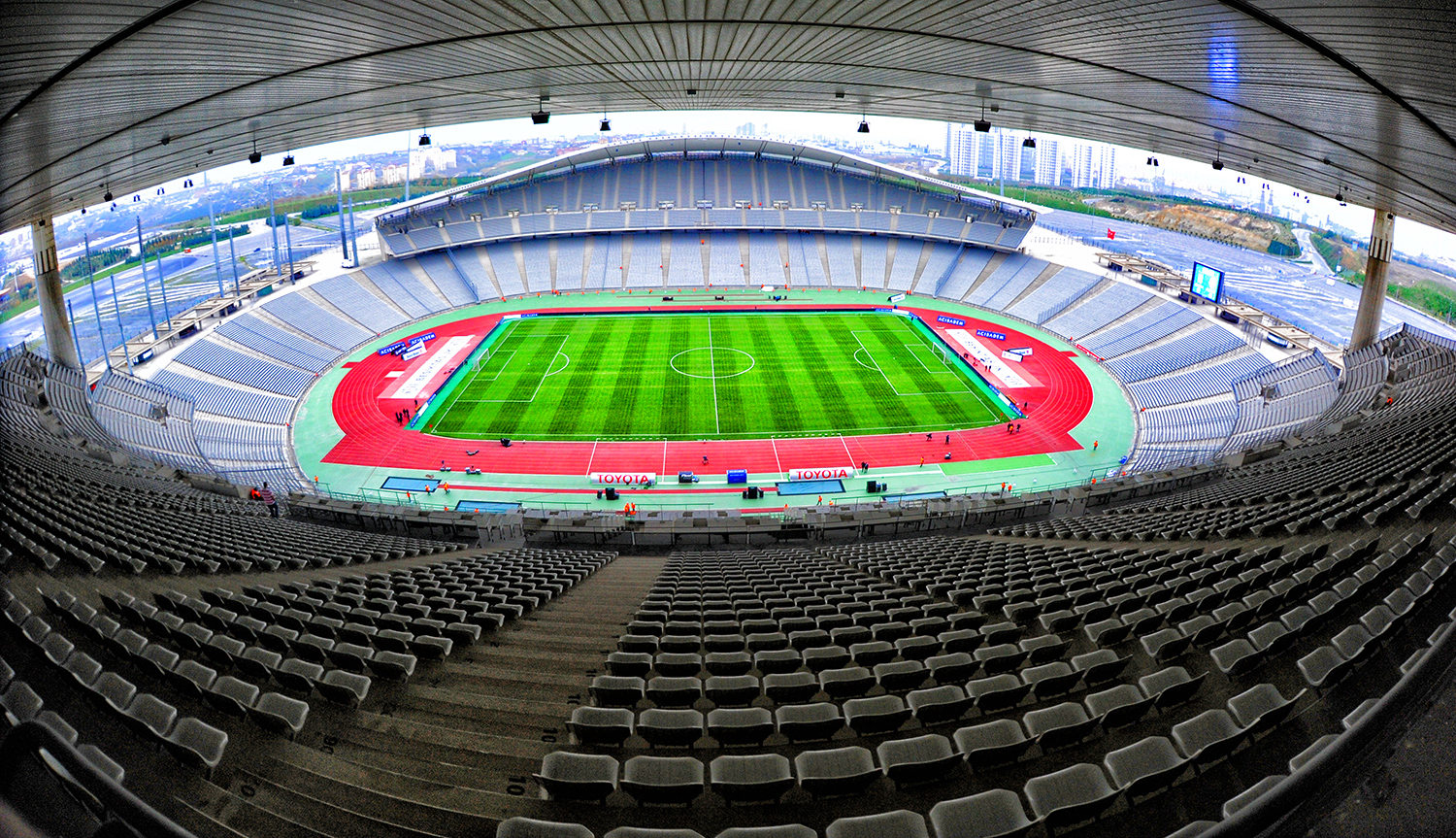
De finale wordt gespeeld in het Atatürk Olympisch Stadion.

De UEFA wees het Atatürk Olympisch Stadion te Istanbul in mei 2018 aan als stadion om de UEFA Champions Leaguefinale van 2020 in te laten spelen. In september 2019 maakte de UEFA bekend dat de UEFA Champions Leaguefinale van 2023 gespeeld zou worden in het Londense Wembley Stadium, dat in 2023 zijn honderdste verjaardag zou vieren en zeven eerdere UEFA Champions Leaguefinales, waarvan de laatste in 2013. In juni 2020 werd bekend dat de finale van 2020 wegens de coronacrisis gespeeld ging worden in het Estádio da Luz in Lissabon in plaats van in Istanbul. Daarom zouden de stadions die de daaropvolgende finales zouden organiseren de finale van een jaar later pas organiseren en zou de Allianz Arena, dat oorspronkelijk de finale van 2022 zou organiseren en eerder de finale van 2012 organiseerde, nu de finale van 2023 organiseren. In mei 2021 werd, wederom vanwege de coronacrisis, besloten om de finale van 2021 te verplaatsen van het Atatürk Olympisch Stadion naar het Estádio do Dragão te Porto. In juli 2021 werd door de UEFA besloten om door de verplaatsing van de finale van 2021 de finale van 2023 te laten spelen in het Atatürk Olympisch Stadion en de finale van 2025 te laten spelen in de Allianz Arena.
Het Atatürk Olympisch Stadion werd gebouwd voor het kandidaatschap van Turkije voor het organiseren van de Olympische Zomerspelen 2008 en werd geopend in 2002. Het stadion biedt meer dan 75.000 zitplaatsen. In de loop der jaren waren het Turks elftal en meerdere voetbalclubs de bespelers van het stadion. In 2005 werd er al een UEFA Champions Leaguefinale gespeeld. Toen won Liverpool FC met een strafschoppenserie van AC Milan, dat bij de rust een 3–0 voorsprong had.

### Scheidsrechter
De UEFA maakte op 22 mei 2023 bekend dat de Pool Szymon Marciniak was aangesteld als de scheidsrechter voor de finale. Eerder was hij de vierde official in de finale van 2018 en de scheidsrechter van de WK-finale 2022. In het hoofdtoernooi van het UEFA Champions Leagueseizoen 2022/23 had hij al zeven wedstrijden gefloten, waaronder de terugwedstrijd tussen Manchester City en Real Madrid. Marciniaks landgenoten Paweł Sokolnicki en Tomasz Listkiewicz werden aangesteld als assistent-scheidsrechters en de Roemeen István Kovács als vierde official. De Pool Tomasz Kwiatkowski werd aangewezen als videoscheidsrechter met zijn landgenoot Bartosz Frankowski als zijn assistent.
In aanloop naar de finale kwam Marciniak in opspraak, nadat hij op 29 mei 2023 een toespraak hield bij Everest, een bijeenkomst in Katowice ter promotie van de extreemrechtse politieke partij Konfederacja. In een statement bood Marciniak vervolgens zijn excuses aan en stelde hij dat hij de uitnodiging zou hebben geweigerd als hij had geweten dat de bijeenkomst verbonden was aan Konfederacja. Na de excuses maakte de UEFA bekend dat Marciniak aanbleef als scheidsrechter voor de finale.

### Ambassadeur
Voormalig voetballer Hamit Altıntop is de ambassadeur van de finale. Hij speelde 82 wedstrijden voor het Turks voetbalelftal en speelde met Bayern München in de UEFA Champions Leaguefinale in 2010. Na zijn spelerscarrière ging hij werken als bestuurslid van de Turkse voetbalbond. Als ambassadeur van de finale was hij aanwezig bij de lotingen van het UEFA Champions League-seizoen.

### Openingsceremonie
Voorafgaand aan de finale vond de UEFA Champions League Final Kick Off Show plaats; een door Pepsi georganiseerd optreden plaats, waarbij de Nigeriaanse zanger en songwriter Burna Boy samen met de Braziliaanse zangeres Anitta optrad.

## Voorgeschiedenis
Manchester City staat voor een derde keer in een continentale finale: het won eerder de finale van de Europacup II in 1970 tegen Górnik Zabrze en het verloor de UEFA Champions Leaguefinale in 2021 tegen Chelsea FC. De vorige Engelse club in de UEFA Champions Leaguefinale was Liverpool FC, dat in 2022 verloor van Real Madrid. Internazionale staat voor een zesde keer in de finale van de Europacup I/UEFA Champions League. Het won de editie van 1964 van Real Madrid, de editie van 1965 van SL Benfica en de editie van 2010 van Bayern München. Internazionale verloor de finale van 1967 tegen Celtic FC en de finale van 1972 tegen AFC Ajax. Bovendien won Internazionale de finales van de UEFA Cup in 1991, 1994 en 1998. Daarnaast verloor het de finales van de UEFA Cup in 1997 en de UEFA Europa League in 2020. De vorige Italiaanse club in de UEFA Champions Leaguefinale was Juventus FC, dat in 2017 verloor van Real Madrid.
Manchester City en Internazionale speelden nooit eerder tegen elkaar. Wel speelde Manchester City 16 keer eerder tegen Italiaanse clubs en speelde Internazionale 34 eerdere wedstrijden tegen Engelse club in competities van de UEFA. Manchester City won 6 en verloor 4 van zijn eerdere 16 wedstrijden tegen Italiaanse clubs, waarvan de laatste gelijkgespeeld werd tegen Atalanta Bergamo in november 2019. Internazionale won 16 en verloor 14 van zijn eerdere 34 wedstrijden tegen Engelse tegenstanders, waarvan de laatste gewonnen werd tegen Liverpool FC in maart 2022. Vier keer eerder ging de UEFA Champions Leaguefinale tussen een Engelse en een Italiaanse club, met telkens Liverpool FC als winnaar. Liverpool FC won in 1984 van AS Roma en in 2007 van AC Milan en verloor in 1985 van Juventus FC en in 2007 van AC Milan.
Pep Guardiola trainde drie keer eerder zijn team in een UEFA Champions Leaguefinale. Hij won met FC Barcelona in 2009 en 2011 en verloor met Manchester City in 2021. Guardiola stond als trainer vier keer eerder tegenover Internazionale, alle vier de keren in de UEFA Champions League 2009/10 met FC Barcelona. Beide clubs wonnen een van die wedstrijden. Simone Inzaghi leidde zijn team nooit eerder in een Europese finale en nam het als trainer nooit eerder op tegen Manchester City. Guardiola en Inzaghi troffen elkaar nooit eerder als trainers.
Manchester City speelde eerder in Turkije in 1968, toen het met 2–1 verloor van Fenerbahçe SK. Internazionale speelde vijf keer eerder in Turkije, waarvan twee keer in Istanbul. Internazionale wist een van zijn eerdere wedstrijden in Turkije te winnen. Edin Džeko is tijdens de finale speler van Internazionale, maar speelde tussen 2011 en 2016 voor Manchester City.

## Weg naar de finale
| Pos | Team              | Wed | Ptn |
| --- | ----------------- | --- | --- |
| 1   | Manchester City   | 6   | 14  |
| 2   | Borussia Dortmund | 6   | 9   |
| 3   | Sevilla FC        | 6   | 5   |
| 4   | FC Kopenhagen     | 6   | 3   |

| Pos | Team            | Wed | Ptn |
| --- | --------------- | --- | --- |
| 1   | Bayern München  | 6   | 18  |
| 2   | Internazionale  | 6   | 10  |
| 3   | FC Barcelona    | 6   | 7   |
| 4   | Viktoria Pilsen | 6   | 0   |

### Manchester City

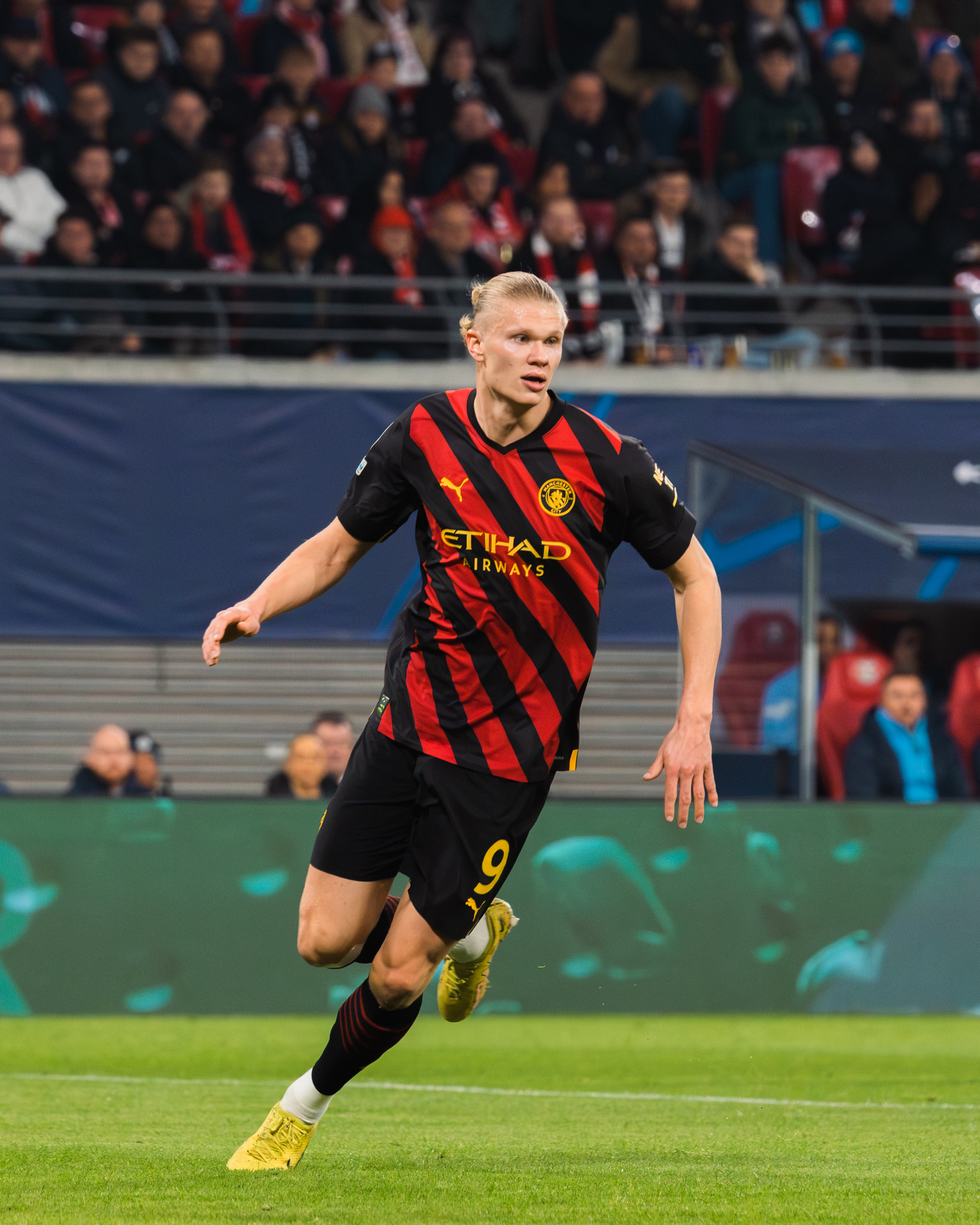
Topscorer Erling Haaland in de achtste finale tegen RB Leipzig.

Manchester City kwalificeerde zich als kampioen van de Premier League 2021/22 voor de UEFA Champions League en werd ingedeeld in een groep met Sevilla FC, Borussia Dortmund en FC Kopenhagen. In de openingswedstrijd tegen Sevilla FC in het Estadio Ramón Sánchez Pizjuán scoorde zomeraanwinst Erling Haaland in de twintigste minuut op Kevin De Bruyne. In de tweede helft werd de score uitgebreid tot 0–4 door Phil Foden, Haaland en Rúben Dias. In de eerste thuiswedstrijd tegen Borussia Dortmund werd Manchester City vervolgens op een achterstand gezet door een kopbal van Jude Bellingham, maar een afstandsschot van John Stones en een acrobatische treffer van Haaland brachten Manchester City de zege. In de thuiswedstrijd tegen FC Kopenhagen zette Haaland zijn team binnen zeven minuten op een voorsprong, waarna Kamil Grabara in de eerste helft nog tweemaal gepasseerd werd, door Haaland en zijn teamgenoot Davit Khocholava. Een benutte strafschop van Riyad Mahrez en een intikker van Julián Álvarez brachten de eindstand op 5–0. Zes dagen later kwam Manchester City met Haaland op de reservebank lastiger tot scoren tegen FC Kopenhagen. Een vroeg doelpunt van afstand van Rodri werd afgekeurd wegens een handsbal van Mahrez, die later zijn strafschop gestopt zag worden. Nog in de eerste helft kreeg Sergio Gómez een rode kaart voor een overtreding op de doorgebroken Hákon Arnar Haraldsson. Met een man minder bleef Manchester City steken op een doelpuntloos gelijkspel, wat ook het resultaat was in de uitwedstrijd tegen Borussia Dortmund, mede doordat Mahrez wederom zijn strafschop gestopt zag worden. Met dat gelijke spel verzekerde Manchester City zich van de groepswinst. In de laatste wedstrijd tegen Sevilla FC, waarbij weinig meer op het spel stond, werd een achterstand bij de rust in de tweede helft door Manchester City goed gemaakt door doelpunten van Rico Lewis, Álvarez en Mahrez.
In de achtste finales werd Manchester City gekoppeld aan RB Leipzig. Zonder de zieke De Bruyne zette Mahrez Manchester City op voorsprong in een sterke eerste helft van de heenwedstrijd in Leipzig, maar in de tweede helft kwamen daar geel treffers van The Citizens bij en maakte Joško Gvardiol de gelijkmaker voor de thuisploeg. In de terugwedstrijd maakte Haaland nog voor de rust een hattrick met een strafschop, een kopbal uit een rebound en een intikker. In de tweede helft schoot Haaland nog twee keer raakt uit een rebound, waardoor hij als derde speler ooit vijf keer scoorde in één UEFA Champions Leaguewedstrijd. Ook İlkay Gündoğan en De Bruyne scoorden in de tweede helft, waardoor Manchester City met 7–0 won, de gedeeld grootste Europese zege in de clubgeschiedenis. In de kwartfinales tegen Bayern München opende Rodri de score door van afstand de bovenhoek te vinden en scoorden Bernardo Silva en Haaland na voorgeven van Haaland en Stones. Met een 3–0 zege zette Manchester City een grote stap richting de halve finales. Acht dagen later later lukte het Bayern München niet om het tweeluik nog spannend te maken en scoorde Haaland wederom, uit een counter na eerder in de wedstrijd een strafschop over het doel te hebben geschoten. Joshua Kimmich benutte nog een strafschop, maar Manchester City mocht het vervolgens opnemen tegen titelhouder Real Madrid. Manchester City kwam in het Estadio Santiago Bernabéu op een achterstand door een afstandsschot van Vinícius Júnior, maar kwam in de tweede helft langszij via een knal van De Bruyne, waardoor de teams met een gelijke stand begonnen aan de terugwedstrijd in het Etihad Stadium. Haaland stuitte een aantal keer op Thibaut Courtois, die voor de rust wel twee keer gepasseerd werd door Bernardo Silva. In de tweede helft werkte Éder Militão een vrije trap van De Bruyne in zijn eigen doel en zorgde invaller Álvarez in de blessuretijd, waardoor Manchester City zich overtuigend kwalificeerde voor de finale.

### Internazionale

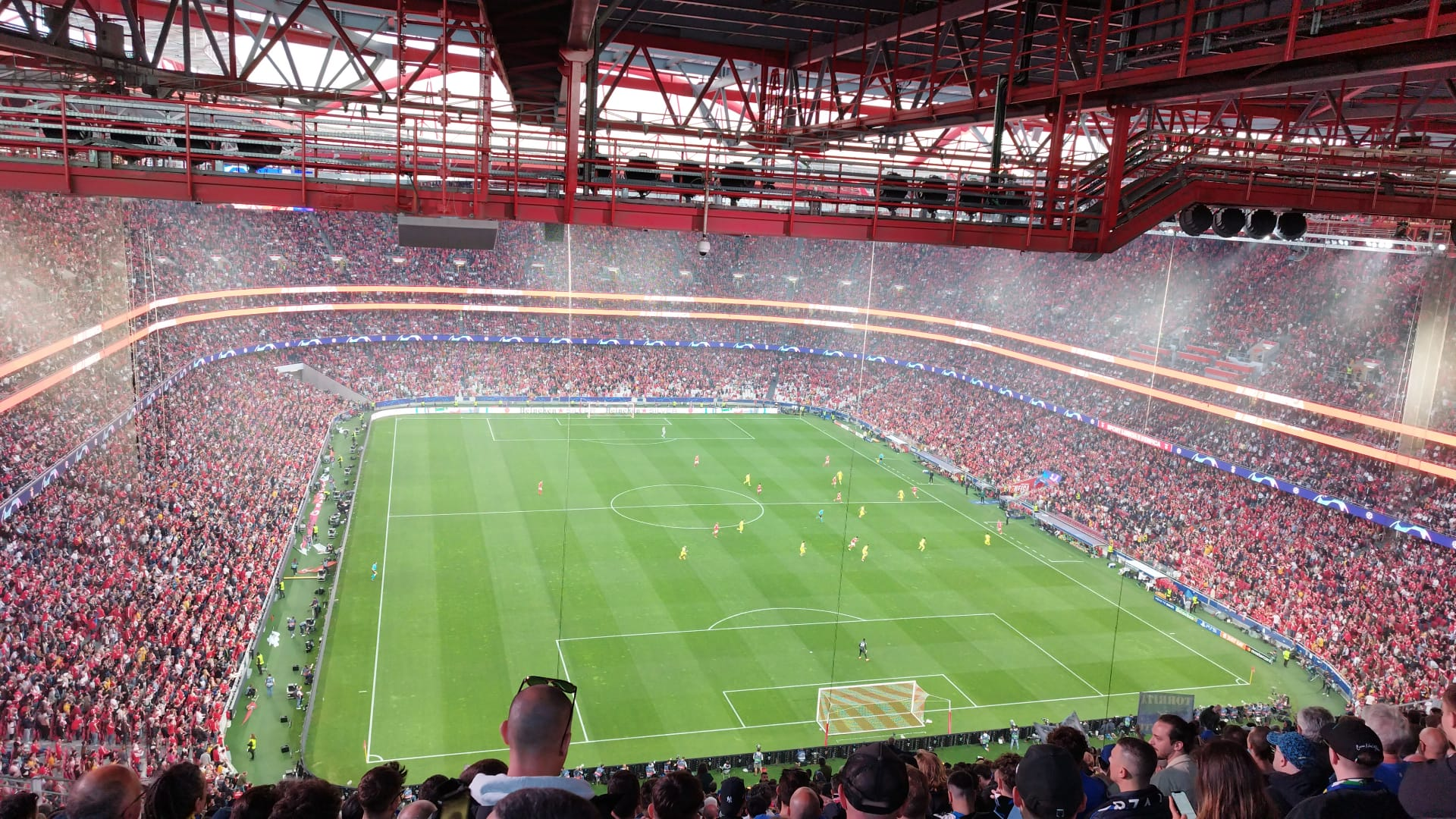
Het Estádio da Luz tijdens de kwartfinale tussen SL Benfica en Internazionale.

Internazionale kwalificeerde zich voor de UEFA Champions League met de tweede plek in de Serie A 2021/22 en werd ingedeeld in een groep met Bayern München, FC Barcelona en Viktoria Pilsen. Internazionale's openingswedstrijd ging in eigen huis verloren tegen Bayern München door een doelpunt van Leroy Sané in de eerste helft en een eigen doelpunt van aanvoerder Danilo D'Ambrosio in de tweede helft. De eerste uitwedstrijd was wel succesvol; doelpunten van Edin Džeko in de eerste helft en Denzel Dumfries in de tweede helft bezorgden Internazionale een 0–2 zege in het Stadion města Plzně tegen Viktoria Pilsen. Na een uur spelen werd Milan Havel van het veld gestuurd voor een overtreding op Nicolò Barella. Vervolgens boekte Internazionale in het Stadio Giuseppe Meazza een cruciale zege op FC Barcelona, dankzij een afstandsschot van Hakan Çalhanoğlu. In de 68ste minuut werd een gelijkmaker van Pedri afgekeurd wegens een handsbal van Ansu Fati. Acht dagen later nam Internazionale het wederom op tegen FC Barcelona, ditmaal in het Camp Nou. FC Barcelona kwam vlak voor de rust op een voorsprong via Ousmane Dembélé, maar vlak na de rust maakte Barella de gelijkmaker. Vervolgens kwam Internazionale tweemaal op een voorsprong, toen Lautaro Martínez het net vond via tweemaal de binnenkant van de paal en via Robin Gosens, maar beide keren reageerde Robert Lewandowski daarop door een gelijkmaker te maken, waaronder in de blessuretijd. Internazionale kwalificeerde zich met nog een wedstrijd te gaan voor de knock-outfase als tweede in de groep door met 4–0 van Viktoria Pilsen te winnen. In de eerste helft sloegen Henrich Mchitarjan met een kopbal en Džeko met een intikker toe en in de tweede helft vonden Džeko en Romelu Lukaku het net. In de laatste wedstrijd van de groepsfase, in de Allianz Arena tegen Bayern München, had Internazionale weinig om nog voor te spelen. Een kopbal van Benjamin Pavard en een afstandsschot van Eric Maxim Choupo-Moting bezorgden groepswinnaar Bayern München een 2–0 zege.
In de achtste finales werd Internazionale gekoppeld aan FC Porto. In de thuiswedstrijd blonken de doelmannen van beide teams uit. Nadat Otávio in de 78ste minuut van het veld gestuurd werd met een tweede gele kaart, scoorde Lukaku in de 86ste minuut, waarmee hij Internazionale het voordeel gaf voorafgaand aan de uitwedstrijd. In het Estádio do Dragão verdedigde Internazionale die voorsprong. FC Porto stuitte in zijn jacht op een doelpunt telkens op een tegenstander of het houtwerk. In de blessuretijd kreeg Pepê bij FC Porto een rode kaart. Internazionale nam het in de kwartfinales op tegen SL Benfica. In Lissabon zette Internazionale al een grote stap richting de halve finales. Vijf minuten na de rust kopte Nicolò Barella een voorzet van Alessandro Bastoni binnen en in de slotfase benutte Lukaku een strafschop na een handsbal van João Mário. In de terugwedstrijd kwam Internazionale ook op een voorsprong, via Barella. Fredrik Aursnes deed namens SL Benfica wat terug met een kopal, maar in de tweede helft kwam Internazionale op een 3–1 voorsprong met treffers van Martínez en Joaquín Correa. Van de vier doelpunten die SL Benfica daardoor nodig had om een verlenging af te dwingen, werden er slechts twee gemaakt, door António Silva en Petar Musa. In de halve finales wachtte vervolgens de Derby della Madonnina tegen stadsgenoot AC Milan. Internazionale zette al binnen twaalf minuten een flinke stap richting de finale; Džeko schoot een hoekschop van Çalhanoğlu binnen en Mchitarjan verdubbelde de voorsprong. Later in de heenwedstrijd raakte Çalhanoğlu de paal, werd een strafschop voor Internazionale na ingrijpen de videoscheidsrechter ingetrokken en stuitte Džeko op Mike Maignan. Namens AC Milan raakte Sandro Tonali de paal. Ook in Internazionale's thuiswedstrijd kon AC Milan niet de aansluitingstreffer maken. De beslissing viel in de 74ste minuut, toen Martínez op aangeven van Lukaku raak schoot in de korte hoek. Zodoende plaatste Internazionale zich voor de finale.

## Wedstrijd

### Verloop
Manchester City, dat startte zonder Kyle Walker in de basiself, kwam na vijf minuten tot het eerste schot van de wedstrijd, maar Bernardo Silva mikte niet op doel. Verder in de eerste helft kwam alleen Erling Haaland dicht bij een treffer, toen hij stuitte op André Onana. Kevin De Bruyne moest door een blessure nog voor de rust vervangen worden door Phil Foden. Nadat Romelu Lukaku in de tweede helft binnen de lijnen kwam bij Internazionale, wist Lautaro Martínez niet optimaal te profiteren van miscommunicatie tussen Manuel Akanji en Ederson Moraes door de bal tegen de doelman aan te schieten. In de 68ste minuut rolde een pass van Bernardo Silva via het lichaam van Francesco Acerbi weg van het doel richting Rodri, die Manchester City op een voorsprong zette met een geplaatst schot langs Matteo Darmian, Hakan Çalhanoğlu en Onana. In het restant van de wedstrijd zocht Internazionale naar een gelijkmaker, maar Federico Dimarco stuitte met kopballen op de lat en het been van Lukaku en kopte Lukaku van dichtbij op de knie van Ederson, waardoor Manchester City de wedstrijd won.

### Details
|                                          |                 |               |                | |
| 10 juni 2023 22:00 (UTC+3) 21:00 (UTC+2) | Manchester City | 1 – 0 (0 – 0) | Internazionale | Stadion: Atatürk Olympisch Stadion, Istanbul Toeschouwers: 71.412 Scheidsrechter: Szymon Marciniak Assistenten: Paweł Sokolnicki Assistenten: Tomasz Listkiewicz Vierde official: István Kovács Video-assistent: Tomasz Kwiatkowski AVAR: Bartosz Frankowski Speler van de wedstrijd: Rodri |
| 10 juni 2023 22:00 (UTC+3) 21:00 (UTC+2) | Rodri 68'       | Verslag       |                | Stadion: Atatürk Olympisch Stadion, Istanbul Toeschouwers: 71.412 Scheidsrechter: Szymon Marciniak Assistenten: Paweł Sokolnicki Assistenten: Tomasz Listkiewicz Vierde official: István Kovács Video-assistent: Tomasz Kwiatkowski AVAR: Bartosz Frankowski Speler van de wedstrijd: Rodri |
| 10 juni 2023 22:00 (UTC+3) 21:00 (UTC+2) |                 |               |                | Stadion: Atatürk Olympisch Stadion, Istanbul Toeschouwers: 71.412 Scheidsrechter: Szymon Marciniak Assistenten: Paweł Sokolnicki Assistenten: Tomasz Listkiewicz Vierde official: István Kovács Video-assistent: Tomasz Kwiatkowski AVAR: Bartosz Frankowski Speler van de wedstrijd: Rodri |
| 10 juni 2023 22:00 (UTC+3) 21:00 (UTC+2) |                 |               |                | Stadion: Atatürk Olympisch Stadion, Istanbul Toeschouwers: 71.412 Scheidsrechter: Szymon Marciniak Assistenten: Paweł Sokolnicki Assistenten: Tomasz Listkiewicz Vierde official: István Kovács Video-assistent: Tomasz Kwiatkowski AVAR: Bartosz Frankowski Speler van de wedstrijd: Rodri |
|                                          |                 |               |                | |

| Manchester City | Internazionale |

| DM             | 31 | Ederson Moraes  | 90+4' |
| CV             | 25 | Manuel Akanji   |       |
| CV             | 03 | Rúben Dias      |       |
| CV             | 06 | Nathan Aké      |       |
| CM             | 05 | John Stones     | 82'   |
| CM             | 16 | Rodri           |       |
| RB             | 20 | Bernardo Silva  |       |
| AM             | 17 | Kevin De Bruyne | 36'   |
| AM             | 08 | İlkay Gündoğan  |       |
| LB             | 10 | Jack Grealish   |       |
| SP             | 09 | Erling Haaland  | 90+2' |
| Wisselspelers: |    |                 |       |
| DM             | 18 | Stefan Ortega   |       |
| DM             | 33 | Scott Carson    |       |
| VD             | 02 | Kyle Walker     | 82'   |
| VD             | 14 | Aymeric Laporte |       |
| VD             | 21 | Sergio Gómez    |       |
| VD             | 82 | Rico Lewis      |       |
| MV             | 04 | Kalvin Phillips |       |
| MV             | 32 | Máximo Perrone  |       |
| MV             | 47 | Phil Foden      | 36'   |
| MV             | 80 | Cole Palmer     |       |
| AV             | 19 | Julián Álvarez  |       |
| AV             | 26 | Riyad Mahrez    |       |
| Coach:         |    |                 |       |
| Pep Guardiola  |    |                 |       |

| DM                   | 24 | André Onana         | 90+2'   |
| CV                   | 36 | Matteo Darmian      | 84'     |
| CV                   | 15 | Francesco Acerbi    |         |
| CV                   | 95 | Alessandro Bastoni  | 76'     |
| RM                   | 02 | Denzel Dumfries     | 76'     |
| CM                   | 23 | Nicolò Barella      | 59'     |
| CM                   | 77 | Marcelo Brozović    |         |
| CM                   | 20 | Hakan Çalhanoğlu    | 84'     |
| LM                   | 32 | Federico Dimarco    |         |
| SP                   | 10 | Lautaro Martínez    |         |
| SP                   | 09 | Edin Džeko          | 57'     |
| Wisselspelers:       |    |                     |         |
| DM                   | 01 | Samir Handanovič    |         |
| DM                   | 21 | Alex Cordaz         |         |
| VD                   | 06 | Stefan de Vrij      |         |
| VD                   | 08 | Robin Gosens        | 76'     |
| VD                   | 12 | Raoul Bellanova     | 76'     |
| VD                   | 33 | Danilo D'Ambrosio   | 84'     |
| VD                   | 37 | Milan Škriniar      |         |
| MV                   | 05 | Roberto Gagliardini |         |
| MV                   | 14 | Kristjan Asllani    |         |
| MV                   | 22 | Henrikh Mkhitaryan  | 84'     |
| AV                   | 11 | Joaquín Correa      |         |
| AV                   | 90 | Romelu Lukaku       | 57' 83' |
| Coach:               |    |                     |         |
| Simone Inzaghi 90+6' |    |                     |         |

### Statistieken
|                        | Manchester City | Internazionale |
| ---------------------- | --------------- | -------------- |
| Doelpunten             | 1               | 0              |
| Gele kaarten           | 2               | 4              |
| Rode kaarten           | 0               | 0              |
| Wissels                | 2               | 5              |
| Schoten op doel        | 4               | 5              |
| Schoten naast doel     | 3               | 7              |
| Overtredingen          | 11              | 17             |
| Hoekschoppen           | 2               | 4              |
| Buitenspel             | 1               | 1              |
| Geslaagde passes       | 449             | 330            |
| Passnauwkeurigheid (%) | 87              | 82             |
| Balbezit (%)           | 58              | 42             |
| Gelopen kilometers     | 112,9           | 114,2          |

## Nasleep
Manchester City werd met de overwinning de 23ste club die ooit de Europacup I/UEFA Champions League won en na Liverpool FC, Manchester United, Chelsea FC, Nottingham Forest en Aston Villa de zesde Engelse club die dat deed. Manchester City werd de eerste club die de prijs voor het eerst won sinds Chelsea FC in 2012. Manchester volgde Milaan als enige steden die meerdere UEFA Champions League winnende clubs afleverde. Met acht overwinningen en vijf gelijke spelen van Manchester City was het bovendien de zestiende keer dat een club ongeslagen Europees kampioen werd. Pep Guardiola, die eerder de UEFA Champions League won met FC Barcelona in 2009 en 2011, volgde Ernst Happel, Ottmar Hitzfeld, José Mourinho, Jupp Heynckes en Carlo Ancelotti als enige trainers die met verschillende clubs de UEFA Champions League won en Ancelotti, Bob Paisley en Zinédine Zidane als enige trainers die minstens drie keer Europees kampioen werden. Manchester City had eerder in het seizoen ook de Premier League 2022/23 en de FA Cup 2022/23 gewonnen, waardoor het de achtste club werd die ooit de treble won en na Manchester United in 1999 de tweede Engelse club die dat deed. Zodoende werd Engeland, na Nederland, het tweede Europese land dat twee treble winnende clubs afleverde. Julián Álvarez had in december 2022 met Argentinië het WK 2022 gewonnen en werd de tiende speler die ooit in één seizoen zowel het WK als de UEFA Champions League won. Het was de vierde opeenvolgende UEFA Champions Leaguefinale die een 1–0 eindstand had.
Doelpuntenmaker Rodri werd na afloop verkozen tot man van de wedstrijd en vertelde dat hij zichzelf slecht vond spelen in de eerste helft. Hij stelde dat Manchester City de trofee verdiende en zei dat Manchester City nog meer ambitie had. Ook Jack Grealish benoemde dat hij slecht had gespeeld in de wedstrijd. Hij bedankte na afloop ook trainer Pep Guardiola voor zijn vertrouwen in hem. Guardiola zelf zei dat hij ieder seizoen de treble moest winnen om compleet te zijn. Nathan Aké zei na afloop dat Manchester City niet zijn beste wedstrijd speelde en dat Internazionale het lastig had gemaakt, maar prees het optreden van Ederson Moraes, Rúben Dias en John Stones en sprak van een perfect seizoen. Kevin De Bruyne viel tijdens de wedstrijd al vroeg geblesseerd uit en verklaarde na de wedstrijd al twee maanden last te hebben van zijn hamstring. Hij noemde het winnen van de treble 'iets groots', omdat daarvoor een constant niveau over een lange periode gehaald moest worden. Bernardo Silva droeg de prijs deels op aan zijn overleden opa. Erling Haaland vertelde dat hij veel had gehuild na de finale en dat hij altijd gedroomd had van het winnen van de UEFA Champions League. De verliezende trainer Simone Inzaghi, die de zeven eerdere finales die hij trainde allemaal had gewonnen, stelde na de wedstrijd dat Internazionale trots moest zijn op een geweldige wedstrijd en dat het meer verdiende en voorspelde dat Internazionale in de toekomst zou terugkeren in de UEFA Champions Leaguefinale. Denzel Dumfries en André Onana vertelden allebei positief te zijn over het spel van Internazionale in de finale.
Engelse media vergeleken het team van Manchester City met het team van Manchester United dat in 1999 eveneens de treble won en prezen Guardiola en Stones. Italiaanse media schreven over missers van Romelu Lukaku en de economische kloof tussen de Premier League en de rest van Europa. L'Équipe loofde Guardiola en Marca benoemde de rol van doelpuntenmaker Rodri.  Bild richtte zich op de financiële overtredingen die Manchester City maakte in de jaren voorafgaand aan de finale.